# میدوی (فلوریدا)
میدوی (به انگلیسی: Midway) شهری در شهرستان گدسن ایالت فلوریدا است که در سال ۱۹۸۶ بنیان‌گذاری شده‌است. این شهر طبق سرشماری سال ۲۰۱۰ میلادی، ۳٬۰۰۴ نفر جمعیت داشته و مساحت آن نیز ۹٫۹ کیلومتر مربع است.